# Edmond de Pourtalès-Gorgier
Edmond de Pourtalès-Gorgier (ou le « comte » Edmond de Pourtalès) (Paris, 6 avril 1828 - Cannes, 23 mars 1895) est un banquier, officier et homme politique français d'origine suisse, plus précisément de Neuchâtel, alors dépendance du royaume de Prusse où sa famille, d'origine cévenole, s'est installée au XVIIIe siècle après la révocation de l'édit de Nantes.

## Biographie
Edmond de Pourtalès est né à Paris le 6 avril 1828, dans le foyer du comte James-Alexandre de Pourtalès, banquier neuchâtelois, officier, parlementaire suisse et dignitaire du Royaume de Prusse, et de son épouse Anne-Henriette née de Palézieux dit Falconnet, elle-même fille de banquier. Après des études secondaires à Neuchâtel, il a étudié à l'université rhénane Frédéric-Guillaume de Bonn (Rheinische Friedrich-Wilhelms-Universität Bonn). En 1848 il devient membre du Corps Borussia Bonn, qui réunit la fine fleur des étudiants de l'aristocratie prussienne. Après ses études, il devient banquier à Paris et plus tard à Strasbourg.

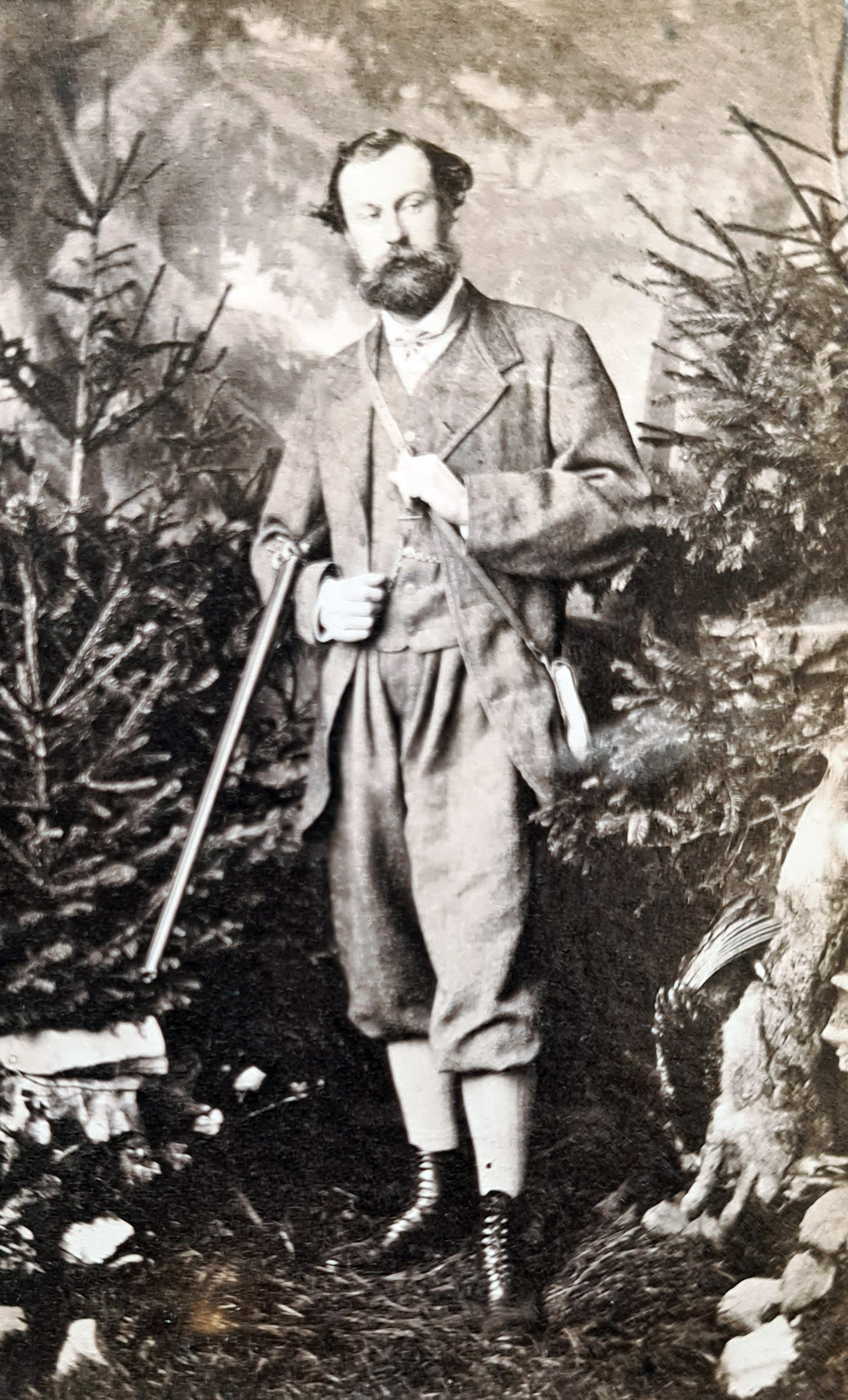
Portrait du comte de Pourtalès par Charles David Winter en 1863.

En 1857, il se marie avec Louise Sophie Mélanie Renouard de Bussière (1836-1914), fille du banquier et grand notable strasbourgeois Alfred Renouard de Bussière ; elle sera dès lors connue comme la comtesse Mélanie de Pourtalès et se fera connaître dans la haute société parisienne sous le Second Empire comme l'une des femmes les plus brillantes de son temps. Il avait hérité à la mort de son père en 1855 de l'hôtel particulier de style renaissance que ce dernier avait fait construire à Paris au 7, rue Tronchet. La célèbre collection de peinture du défunt ayant été vendues aux enchères dix ans plus tard, Edmond de Pourtalès transforme le bâtiment, y ajoutant un étage et remplaçant la salle des tableaux par une salle à manger. La comtesse de Pourtalès tient salon, l'un des plus renommés de Paris, à l'hôtel de Pourtalès.
En 1870, Edmond de Pourtalès, qui a obtenu la nationalité française en 1866, est élu au Conseil général du Bas-Rhin dans le canton de Geispolsheim où il succède à son beau-père. Il participe à la défense de Strasbourg en tant que commandant du 4e bataillon de la Garde nationale mobile du Bas-Rhin. En raison du comportement exemplaire de son unité pendant le siège, il est décoré de la Légion d'honneur à titre militaire par décret du 4 octobre 1870. Le 4e bataillon de mobiles reçoit par ailleurs 6 Légions d'honneur et 8 médailles militaires.
Il meurt le 23 mars 1895 à Cannes.
Le ménage d'Edmond et Mélanie de Pourtalès eut cinq enfants: 
- Jacques Alfred Edmond (1858-1919), épouse Marie Conquère de Monbrison.
- Paul (1859 - 1933), Saint-Cyrien et homme politique, qui sera Président du Comité des aumôniers [militaires] de la Fédération protestante de France[4]
- Hubert (né en 1863)
- Élisabeth (née en 1867), baronne de Berckheim
- Agnès (1870-1930), marquise Loÿs de Chandieu, qui héritera du château de la Robertsau après la mort de sa mère.

## Distinction
- Chevalier de la Légion d'honneur (4 décembre 1870)[5]

## Sources
- Robert Grossmann, La Comtesse de Pourtalès - une cour française dans l'Alsace impériale 1836 - 1870 - 1914, préface Ph. Seguin, éd. la Nuée Bleue, 1995
- Friedrich Karl Devens:Biographisches Corpsalbum der Borussia zu Bonn 1827-1902. Düsseldorf 1902, p. 129
- G. G. Winkel : Biographisches Corpsalbum der Borussia zu Bonn 1821-1928. Aschaffenburg 1928, p. 119